# Soulaíika
Soulaíika (Soulaiika) är en ort i Grekland.   Den ligger i prefekturen Nomós Kerkýras och regionen Joniska öarna, i den västra delen av landet, 400 km nordväst om huvudstaden Aten. Soulaíika ligger 74 meter över havet och antalet invånare är 196. Den ligger på ön Korfu.
Terrängen runt Soulaíika är platt åt nordost, men åt sydväst är den kuperad. Havet är nära Soulaíika österut. Närmaste större samhälle är Korfu, 5,4 km norr om Soulaíika. 